# مستشفى كفر الشيخ الجامعي
مستشفي كفر الشيخ الجامعي هي مستشفي جامعي تابع لـ كلية الطب جامعة كفر الشيخ في كفر الشيخ، مصر.

## الوصف

### المستشفي الجامعي الرئيسي
تبلغ التكلفة الإجمالية للمستشفى 307 مليون جنيه ويشمل المستشفي 43 سريرا و 13 غرفة عمليات بنظام الكبسولات التي تمنع العدوى، و 64 غرفة عناية مركز منفصلة بنظام العزل الكامل، أجهزة الأشعة التي تعتبر من الأفضل في المستشفيات الدولية، قسم القلب والقسطرة، جناح خاص لقسم النساء والأطفال و16 عيادة خارجية تعمل بالنظام الآلي للتذاكر وترتيب المرضى، قسم خاص بالفيروسات، 3 مبان خدمية وإدارية، وسكن للتمريض، أحدث وحدة نفايات في مصر، والتي تعتبر أحدث من المحارق مقارنة بالمستشفيات الأخرى.

### مستشفى الأورام الجامعي
يقع مستشفى الأورام الجامعي بجامعة كفر الشيخ، الذي تبلغ تكلفته الإنشائية 250 مليون جنيه، على مساحة 8 آلاف متر مربع، ويتكون من طابق أرضي بمسطح مساحته 2200 متر مربع، و3 طوابق متكررة مساحة الطابق الواحد 1700 متر مربع، بالإضافة إلى كافيتريا بمساحة 700 متر مربع.
ويتكون مستشفى الأورام الجامعي بكفر الشيخ من غرفتين للإشعاع الخطي، وغرفة محاكاة لتحديد مركز الأورام بالجسم، و3 غرف للأشعة عبارة عن «أشعة مقطعية وأشعة رنين وأشعة سينية»، و38 سريراً للعلاج الكيماوي وإجمالي عدد الأسرة 76 سريراً، و3 عيادات طبية، وقاعة سيمنار سعة 135 فرداً، وخدمات عامة تشمل غرف غازات وغرف مولدات كهربائية وصيدلية ودورات مياه وصالة تذاكر.

### مستشفى الطوارئ الجامعي
يتكون المستشفى من 9 طوابق بمساحة إجمالية 5 آلاف متر مربع، ويتكون من بدروم ودور أرضي و7 أدوار علوية، ويضم 360 سريرًا من بينهم 45 سرير طوارئ، و160 سرير إقامة و42 سرير عناية مركزة، و30 حضانًا، و12 سرير غسيل كلوي، و 14 غرفة عمليات صغرى وكبرى، إضافة إلى أقسام التحاليل والأشعات الطبية و4 قاعات محاضرات علمية بسعة 160 شخصًا، وقسم خاص للعلاج الطبيعي والتأهيل على مساحة 600 متر مربع.